# Fuskolle
Fuskolle är en lös, ofta stickad, halskrage för användning under ytterplagg vintertid. Ser ut som överdelen av en tjock tröja med hög hals (olle), därav namnet fuskolle. Går även under benämningen fuskpolo, löskrage och isättning. 

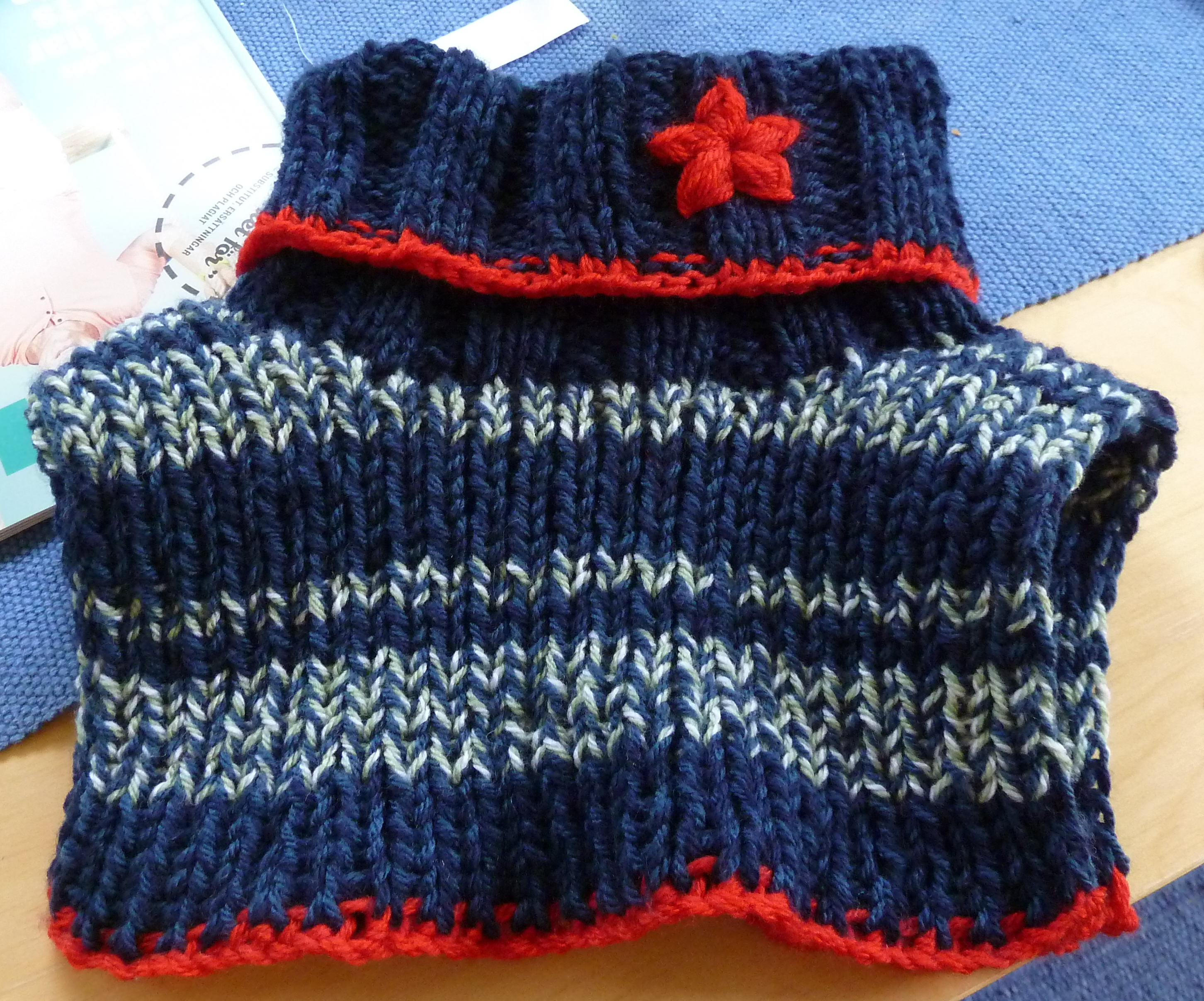
Stickad fuskolle